# الحزب الشيوعي الماركسي اللينيني الفنزويلي
الحزب الشيوعي الماركسي اللينيني الفنزويلي بالإسبانية: Partido Comunista Marxista-Leninista de Venezuela ، PCMLV) هو حزب شيوعي في فنزويلا تأسس عام 2009.
الحزب عضو في المؤتمر الدولي للأحزاب والمنظمات الماركسية اللينينية (الوحدة والنضال).

## المواقف السياسية
لأن الحزب يتبنى المثل الماركسية اللينينية لبناء حزب طليعي والتركيز على الاستيلاء النهائي على السلطة السياسية في شكل ديكتاتورية البروليتاريا، فهو لا يشارك بشكل مباشر في السياسة الانتخابية الفنزويلية. ومع ذلك، فهو يدعم الثورة البوليفارية لأنه يعتقد أنها خطوة ضرورية في محاربة الإمبريالية. ينظر الحزب إلى الوضع السياسي في فنزويلا على أنه قوة إيجابية لخلق مساحة تسمح له ببناء الأسس لبناء اشتراكية ثورية. لا يتمثل الهدف السياسي للحزب في استبدال الحزب الاشتراكي الموحد لفنزويلا باعتباره الحزب الحاكم للبلاد، بل يرغب في استدعاء النظرية والممارسة الماركسية اللينينية في العملية البوليفارية الحالية من أجل «إيجاد الطريق إلى ثورة حقيقية واشتراكية».

## روابط خارجية
- بيان إلى الشعب من اللجنة المركزية للحزب